# Wojciech Nowicki
Wojciech Nowicki (Białystok, 22 de fevereiro de 1989) é um atleta polonês, campeão olímpico do lançamento do martelo.
Medalhista de bronze em três mundiais consecutivos, Pequim 2015, Londres 2017 e Doha 2019, e também com uma medalha de bronze olímpica, conquistada na Rio 2016, tornou-se campeão olímpico em Tóquio 2020 com um lançamento de 82,52 m, a melhor marca de sua carreira. A vitória de Nowicki coroou o domínio absoluto da Polônia no lançamento de martelo destes Jogos, com ouro e bronze no masculino e no feminino, incluindo uma medalha de bronze para Paweł Fajdek que, sendo tricampeão mundial da modalidade, nunca havia conquistado uma medalha olímpica.

No Campeonato Mundial seguinte, Eugene 2022, ele ganhou a medalha de prata, atrás do compatriota Fajdek, que conquistou o ouro no campeonato mundial pela quinta vez consecutiva. Uma segunda medalha de prata foi conquistada em Budapeste 2023.